# Cyphomyia brevis
Cyphomyia brevis är en tvåvingeart som beskrevs av James 1940. Cyphomyia brevis ingår i släktet Cyphomyia och familjen vapenflugor.
Artens utbredningsområde är Kuba. Inga underarter finns listade i Catalogue of Life.